# ليندن لاب
ليندن لاب (بالإنجليزية: Linden Lab) هي شركة إنترنت أمريكية، تأسست عام 1999.
اشتهرت بلعبة : سكندلايف

## وصلات خارجية
- الموقع الرسمي